# Morchella eximia
Morchella eximia är en svampart som tillhör divisionen sporsäcksvampar, och som beskrevs av Boud.. Morchella eximia ingår i släktet Morchella, och familjen Morchellaceae. Arten är tillfälligt reproducerande i Sverige.